# Leopold Clemens af Lothringen
Leopold Clemens Karl af Lothringen (født 25. april 1707 i Lunéville; død  4. juni 1723 i Lunéville) var arveprins af Hertugdømmet Lothringen fra 1711 til 1723.
Han var den tredje men ældste overlevende søn af den regerende hertug af Lothringen, Leopold 1. i hans ægteskab med Elisabeth Charlotte af Orléans, der tilhørte det franske kongehus, Huset Bourbon. Efter sin storebrors død i 1711 blev han arveprins. Han blev forlovet med sin kvartkusine, ærkehertuginde Maria Theresia af Østrig. Det var meningen, at han skulle besøge Wien for at møde ærkehertuginden i 1723, men han døde samme år af kopper 16 år gammel. I stedet giftede Maria Theresia sig i 1736 med Leopold Clemens' lillebror og efterfølger som arveprins, hertug Frans af Lothringen.